# Chiesa di San Bartolomeo (Sestano)
La chiesa di San Bartolomeo sorge a villa di Sestano, nel comune di Castelnuovo Berardenga.

## Storia e descrizione
È attestata nel 1163 e presenta il tipico paramento murario romanico in pietra alberese e la pianta ad unica navata absidata.
La facciata è frutto di ripristini otto-novecenteschi che interessarono anche l'interno, dove furono innalzati gli archi acuti trasversi al di sotto della copertura a capriate.
Da questa chiesa, in cui si conserva un "San Giovanni Battista" attribuito a Giovan Paolo Pisani, proviene il trittico di Bartolomeo Bulgarini (documentato nel 1337-1378) raffigurante i "Santi Pietro, Paolo e Giovanni Evangelista", attualmente in deposito presso la Pinacoteca Nazionale di Siena.